# Сан-Хуан (округ, Вашингтон)
Округ Сан-Хуан (англ. San Juan County) — округ штата Вашингтон, США. Население округа на 2000 год составляло 14 077 человек. Административный центр округа — город Фрайди-Харбор.

## История
Округ Сан-Хуан основан в 1873 году.

## География
Округ занимает площадь 453,2 км². Большим образом округ расположен на одноимённом архипелаге.

## Демография
Согласно переписи населения 2000 года, в округе Сан-Хуан проживало 14 077 человек (данные Бюро переписи населения США) Плотность населения составляла 31.1 человек на квадратный километр.